# (1214) Richilde
(1214) Richilde ist ein Asteroid des Hauptgürtels, der am 1. Januar 1932 vom deutschen Astronomen Max Wolf in Heidelberg entdeckt wurde. Benannt wurde er nach der Märchengestalt Richilde von Johann Karl August Musäus. 